# Cenchrus flexilis
Cenchrus flexilis là một loài thực vật có hoa trong họ Hòa thảo. Loài này được (Mez) Morrone mô tả khoa học đầu tiên năm 2010.